# Viktor Vlasov
Viktor Vlasov, född 11 juni 1951 i Moskva, är en före detta sovjetisk sportskytt.
Vlasov blev olympisk guldmedaljör i gevär vid sommarspelen 1980 i Moskva.